# Doryctes fartus
Doryctes fartus är en stekelart som först beskrevs av Léon Abel Provancher 1880.  Doryctes fartus ingår i släktet Doryctes och familjen bracksteklar. Inga underarter finns listade i Catalogue of Life.